# Квашнинская (Архангельская область)
Квашнинская — деревня в Вельском районе Архангельской области. Входит в состав муниципального образования «Низовское».

## География
Деревня расположена в 26,5 километра на юг от города Вельск на левом берегу реки Вага. Ближайшие населённые пункты: на юго-западе деревня Теребино, являющаяся административным центром муниципального образования, на востоке, на другом берегу реки, деревня Низовье.
Часовой пояс
Квашнинская, как и вся Архангельская область, находится в часовой зоне МСК (московское время). Смещение применяемого времени относительно UTC составляет +3:00.

## Население
| 2002 | 2010 | 2012 | 2014 |
| ---- | ---- | ---- | ---- |
| 16   | ↘14  | ↘10  | ↗17  |

## История
Указана в «Списке населённых мест по сведениям 1859 года» в составе Вельского уезда Вологодской губернии под номером «1832» как «Квашнинское». Насчитывала 24 двора, 76 жителей мужского пола и 100 женского. Также в деревне находилась почтовая станция.
В материалах оценочно-статистического исследования земель Вельского уезда упомянуто, что в 1900 году в административном отношении деревня входила в состав Низовского Нижнего сельского общества Верховской волости. На момент переписи в селении Квашнинская находилось 38 хозяйств, в которых проживало 97 жителей мужского пола и 128 женского.
В деревне находилась часовня, приписанная к приходу Угронской Введенской церкви.